# Синагога Баришпольского
Синагога Баришпольского (укр. Синагога Баришпольського) — бывшая синагога в столице Украины городе Киеве, расположенная на Демиевской площади.

## История
В 1878 году в усадьбе купца 2-й гильдии И. Я. Баришпольского в тогдашнем пригороде Демиевки было построено двухэтажное кирпичное здание, в котором в том же году открыли синагогу.
В 1920 году в синагоге был устроен погром поляками, после которого история синагоги прекратилась.
Тогда же, в 1920-х годах, был надстроен 3-й этаж и здание приобрело нынешний вид. В то же время в здании был устроен клуб транспортников Фрунзе, впоследствии здание называлось Домом культуры автотранспортников имени М. В. Фрунзе.
Ныне здесь расположен дом детского творчества Голосеевского района.